# Mercurol
Pour le village dans l'Allier, voir Le Mercurol.
Mercurol est une ancienne commune française située dans le département de la Drôme en région Auvergne-Rhône-Alpes.
Elle est devenue, le 1er janvier 2016, une commune déléguée de la commune nouvelle de Mercurol-Veaunes.

## Géographie

### Localisation
La commune est située à 20 km au nord de Valence.

## Toponymie

### Attestations
Dictionnaire topographique du département de la Drôme :
- 1064 : castrum Mercuriolum (cartulaire de Romans, 57).
- 1150 : castrum de Mercurio (cartulaire de Romans, 167).
- 1195 : Mercurrol (cartulaire de Léoncel, 58).
- 1304 : castrum de Mercuriolo (archives de la Drôme, E 601).
- 1514 : Mercuro (archives de la Drôme, E 92).
- 1521 : mention de l'église Sainte-Anne : ecclesia Sanctae Annae Mercurioli (pouillé de Vienne).
- 1640 : mention de la paroisse : paroisse Saincte-Anne et Sainct-James de Mercurol (archives de la Drôme, C 800).
- 1891 : Mercurol, commune du canton de Tain.

En 1535, nous avons la mention d'un vicus : Venudantor Lugod[uni] in vico mercoriali (Jacobum Giuncti) qui fait peut-être référence à Lugdunum (Lyon) et à Mercurol[réf. nécessaire].

### Étymologie
- Le toponyme semble faire référence au dieu romain Mercure, avec le suffixe -ol que l'on retrouve souvent dans les toponymes occitans[réf. nécessaire].
- Certains l'associent au nom des statues, les Mercorioli, honorant le dieu Mercure et censées protéger les voyageurs[réf. nécessaire] (la graphie Mercorioli est absente du dictionnaire Gaffiot).
  - Les Mercurioli étaient de petites statues de Mercure[3].

## Histoire

### Du Moyen Âge à la Révolution
La seigneurie et le château sont attestés dès 1064[réf. nécessaire].
La seigneurie :
- Au point de vue féodal, Mercurol était un arrière-fief de la baronnie de Clérieux.
- XIe siècle : la terre appartient à une famille de son nom.
- Milieu XIIIe siècle : une partie passe aux Claveyson qui acquièrent ensuite toute la terre.
- 1440 : passe (par mariage) aux Hostun.
- 1615 : passe (par mariage) aux Lionne.
- 1753 : vendue aux Urre [Eurre], derniers seigneurs.

Dès le XIVe siècle : organisation d'une foire.
1688 (démographie) : 100 familles.
Avant 1790, Mercurol était une communauté de l'élection et subdélégation de Valence et du bailliage de Saint-Marcellin, formant trois paroisses du diocèse de Vienne : Mercurol, Saint-Clément et Saint-Pierre-de-Marnas. La paroisse de Mercurol avait son église sous le vocable de Sainte-Anne et ses dîmes appartenaient au prieur de Saint-Bardoux, qui présentait à la cure.

### De la Révolution à nos jours
En 1790, la commune est comprise dans le canton de Clérieux. La réorganisation de l'an VIII (1799-1800) la fait passer dans le canton de Tain.

## Politique et administration

### Liste des maires
| Période                                  | Période        | Identité       | Étiquette | Qualité       |
| ---------------------------------------- | -------------- | -------------- | --------- | ------------- |
| Les données manquantes sont à compléter. |                |                |           |               |
| 1871                                     |                | ?              |           |               |
| 1874                                     |                | ?              |           |               |
| 1878                                     |                | ?              |           |               |
| 1884                                     |                | ?              |           |               |
| 1888                                     |                | ?              |           |               |
| 1892                                     |                | ?              |           |               |
| 1896                                     |                | ?              |           |               |
| 1900                                     |                | ?              |           |               |
| 1904                                     |                | ?              |           |               |
| 1908                                     |                | ?              |           |               |
| 1912                                     |                | ?              |           |               |
| 1919                                     |                | ?              |           |               |
| 1925                                     |                | ?              |           |               |
| 1929                                     |                | ?              |           |               |
| 1935                                     |                | ?              |           |               |
| 1945                                     |                | ?              |           |               |
| 1947                                     |                | ?              |           |               |
| 1953 ou 1951 ?                           | 1959 ou 1954 ? | André Milan    |           |               |
| 1959                                     |                | ?              |           |               |
| 1965                                     |                | ?              |           |               |
| 1971                                     |                | ?              |           |               |
| 1977                                     | 1983           | Michel Duvert  |           |               |
| 1983                                     | 1989           | Gaston Perrier |           |               |
| 1989                                     | 1995           | ?              |           |               |
| 1995                                     | 2001           | Marcel Banc    |           |               |
| 2001                                     | 2015           | Michel Brunet  | DVD       | cadre         |
| 2008                                     | 2014           | Michel Brunet  |           | maire sortant |
| 2014                                     | 2015 (31-12)   | Michel Brunet  |           | maire sortant |

Le 1er janvier 2016, Mercurol fusionne avec la commune de Veaunes et devient une commune déléguée de la commune nouvelle de Mercurol-Veaunes.

Le maire de Mercurol devient celui de Mercurol-Veaunes.

### Politique environnementale

#### Villes et villages fleuris
En 2014, la commune obtient le niveau « une fleur » au concours des villes et villages fleuris.

## Population et société

### Démographie
L'évolution du nombre d'habitants est connue à travers les recensements de la population effectués dans la commune depuis 1793. À partir du 1er janvier 2009, les populations légales des communes sont publiées annuellement dans le cadre d'un recensement qui repose désormais sur une collecte d'information annuelle, concernant successivement tous les territoires communaux au cours d'une période de cinq ans. 
Pour les communes de moins de 10 000 habitants, une enquête de recensement portant sur toute la population est réalisée tous les cinq ans, les populations légales des années intermédiaires étant quant à elles estimées par interpolation ou extrapolation. Pour la commune, le premier recensement exhaustif entrant dans le cadre du nouveau dispositif a été réalisé en 2008,.
En 2013, la commune comptait 2 245 habitants, en évolution de +5,8 % par rapport à 2008 (Drôme : +3,35 %, France hors Mayotte : +2,49 %).
| 1793 | 1800 | 1806 | 1821  | 1831  | 1836  | 1841  | 1846  | 1851  |
| ---- | ---- | ---- | ----- | ----- | ----- | ----- | ----- | ----- |
| 872  | 770  | 767  | 1 035 | 1 104 | 1 198 | 1 174 | 1 272 | 1 266 |

| 1856  | 1861  | 1866  | 1872  | 1876  | 1881  | 1886  | 1891  | 1896  |
| ----- | ----- | ----- | ----- | ----- | ----- | ----- | ----- | ----- |
| 1 256 | 1 230 | 1 274 | 1 267 | 1 254 | 1 146 | 1 132 | 1 127 | 1 135 |

| 1901  | 1906  | 1911  | 1921 | 1926 | 1931 | 1936 | 1946 | 1954 |
| ----- | ----- | ----- | ---- | ---- | ---- | ---- | ---- | ---- |
| 1 090 | 1 015 | 1 002 | 929  | 969  | 943  | 923  | 980  | 947  |

| 1962 | 1968 | 1975  | 1982  | 1990  | 1999  | 2008  | 2013  | - |
| ---- | ---- | ----- | ----- | ----- | ----- | ----- | ----- | - |
| 837  | 907  | 1 011 | 1 313 | 1 643 | 1 670 | 2 122 | 2 245 | - |

## Économie
En 1992 : bois, céréales (coopérative céréalière), fruits, vignes (vins AOC Crozes-Hermitage et Côtes-du-Rhône).

## Culture locale et patrimoine

### Lieux et monuments

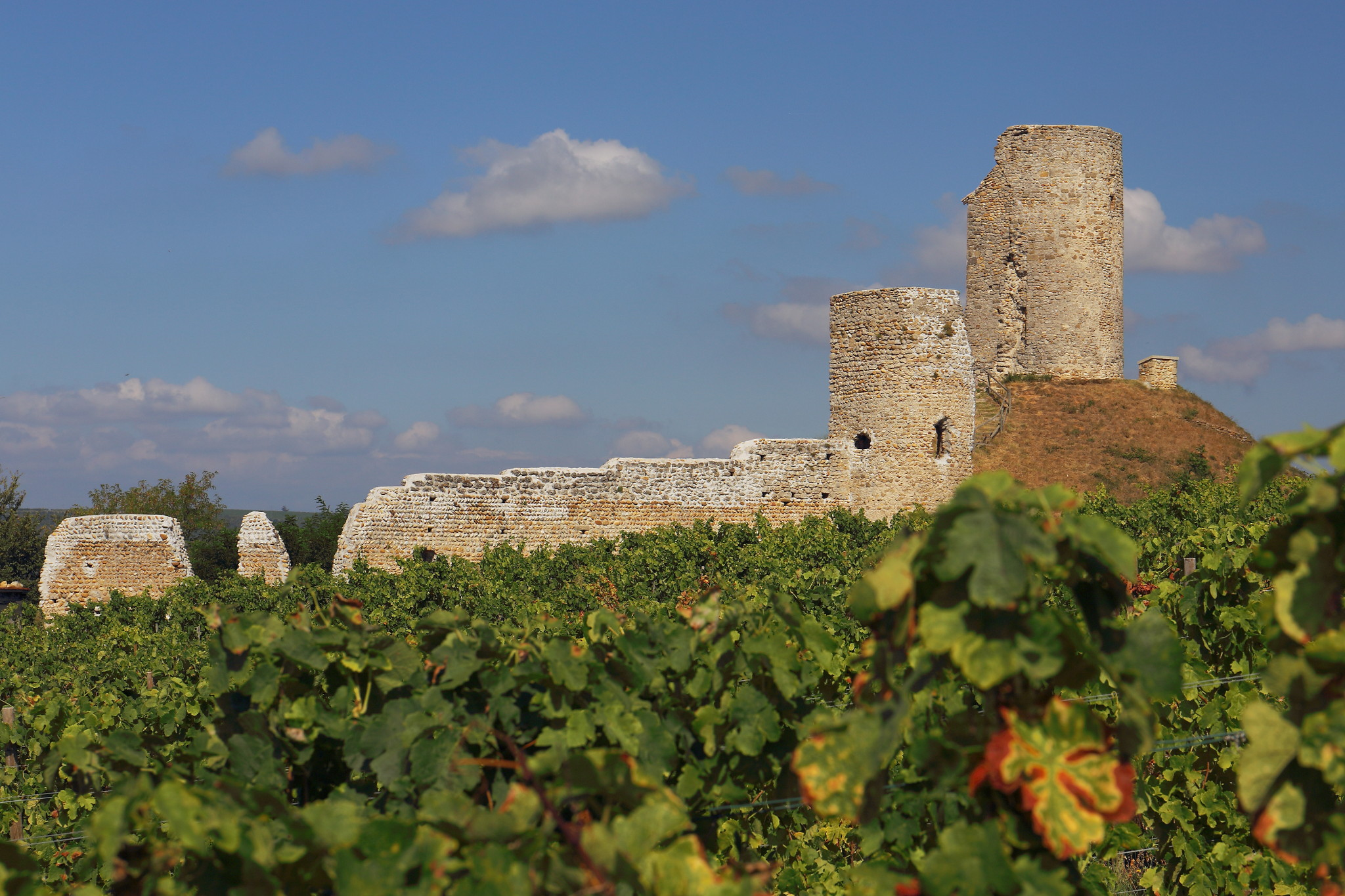
Ruines du château de Mercurol.

- Tour ruinée : deux fenêtres romanes[4].
  - Donjon circulaire et restes de courtine sur motte (deux fenêtres romanes)[réf. nécessaire].
- Maisons sur les bases d'anciens remparts[4].
- Chapelle Saint-Pierre de Marnas, attestée dès 1015, restaurée entre 2000 et 2008[réf. nécessaire].
- Chapelle Saint-Clément (ruinée) : style roman[4].
- Château de Blanchelaine[4].
  - Blanchelaine : maison forte construite vers la fin du XVe siècle[réf. nécessaire].
- Église Sainte-Anne : style roman[4].
  - Église paroissiale Sainte-Anne du XVIe siècle, de style roman, agrandie et restaurée au XIXe siècle[réf. nécessaire].
- Église paroissiale : restaurée au XIXe siècle[4].

### Héraldique, logotype et devise
|  | Mercurol possède des armoiries dont l'origine et le blasonnement exact ne sont pas disponibles. |